# 榮安邱
榮安邱（1949年01月14日—2007年9月29日），本名邱明宏 （一說邱明宗），台灣股市聞人，嘉義縣番路鄉大湖村人，與沈慶京（威京小沈）、雷伯龍（雨田大戶）、游淮銀（阿不拉）在台北股市並稱「股市四大天王」。因曾開設川菜餐廳「榮安川菜館」，人稱「榮安、邱老闆」，後即稱榮安邱。
和其他三大天王相比，榮安邱在股市並沒有左右行情的代表性戰役，完全沒人知道其發跡究竟是靠操作哪些股票。同時除了擁有上萬瓶名貴紅酒的事蹟之外，他為人也相當低調、不強出頭，也因此他是四大天王中唯一全身而退、沒有官司纏身的，然而他也是四人中最早離開股海且最早逝的。

## 生平
榮安邱出身廚師，1980年代因開設川菜館結識許多政商名流，開始了他投入股海的契機。與另外三大天王以強大資金實力與信仰群眾班底的不同，榮安邱算是由一介散戶攀爬至天王地位。而以沈慶京的「併購派」、雷伯龍的「做多派」、游淮銀的「放空派」各自所代表的操作起家方式派別分類，因開設餐廳而常招待名人的榮安邱被認為是「內線派」（內線交易，依管道探知公司內部營運資訊及作手炒作計畫）的代表。
榮安邱早在1988年台股19日大崩盤之後便退出台灣股市、轉戰香港匯豐股票。此後便完全退出股市，潛心修佛並轉入經營健康產業。除了資助唐雅君開辦亞力山大健康休閒俱樂部外，2004年他還斥資新臺幣數億元在臺北市北投區開設頂級溫泉會館三二行館，還罕見地親自現身促銷。
曾有說法顯示，榮安邱之所以會有此轉變，除了一方面是其早年長年擔任廚師導致健康不佳，因此特別注重養生事業；另一個原因則是其操作香港股市期間，香港轟動一時的電視劇《大時代》深深地影響了其人生觀，而決定離開股海。
2007年9月29日，榮安邱因肝癌病逝台大醫院，享年58歲，病因疑與其長年飲紅酒有關。

## 家庭
榮安邱在受證嚴法師感召後，與妻子長年投身慈濟，篤信佛教，發心興建嘉義縣半天岩紫雲寺的「昇龍觀音菩薩」。
榮安邱曾有兩次婚姻，育有2子3女。其子邱泰翰，曾任三二行館董事長、敦宜餐旅董事長。其女兒邱雅靖嫁給前陸軍總司令部少將副參謀長勞則康之子勞乃成，夫妻均為2015年阿帕契打卡案當事人；兩人已於2016年年初離婚，邱雅靖並已與牙醫師再婚。
榮安邱遺孀林來于接手三二行館，曾被民眾檢舉違建，卻動用關係找台北市議員關說施壓；直到2015年阿帕契打卡案發生，三二行館違建案重新遭媒體與民眾提起，台北市政府重啟調查後下令限期改善、否則強制拆除。

## 外部連結
- 股市天王榮安邱病逝 （页面存档备份，存于）